# Malleola gautierensis
Malleola gautierensis är en orkidéart som beskrevs av Johannes Jacobus Smith. Malleola gautierensis ingår i släktet Malleola och familjen orkidéer. Inga underarter finns listade i Catalogue of Life.